# Lénárd András
Lénárd András (Csíkszereda, 1977. szeptember 6. –) székelyföldi nagyvállalkozó, alapítója és 2024 szeptemberéig a Tiltott Csíki Sört gyártó csíkszentsimoni sörgyárnak és Csíki Csipsz gyárnak.
A sörgyár a Heinekennel folytatott pereskedésével a nemzetközi sajtóba is bekerült.
2017-ben kiegyezett a nagy óriáscéggel, a márkavitában konszenzusra jutottak, a küzdelemről és a végkifejletről a New York Times is beszámolt.
Székelyföldön több száz embert foglalkoztat, érdekeltségei körébe tartozik több energetikai létesítmény, mezőgazdasági-, ingatlan- és építőipari-, valamint turisztikai beruházás. Románia legnagyobb nyúlfarmjának a tulajdonosa. A székelyföldi Málnás településen 2016-ban vásárolt meg egy üzemen kívüli nyúltenyészetet, amit sikeresen üzembe helyezett. Ez mára Románia legnagyobb nyúltelepe, ami egyben tenyészet és húsfeldolgozás. 
Eddigi életútjára Till Attila is kíváncsi volt, így 2016-ban a Propagandával egy erdélyi túra keretein belül meglátogatták és interjút készítettek vele.
Újabban a technológiai beruházások felé is orientálódik, cége, a Spider Drone Security 2015. október 30-án a pilóta nélküli repülőgép (drón) lebegési világrekordját döntötte meg Csíkszentsimonban. 2016 ban pedig a céget a Google és a Financial Times javaslatára a New Europe 100-as listájára is felvették.